# Roger Bacon
Pour les articles homonymes, voir Roger Bacon (homonymie) et Bacon.
Ne doit pas être confondu avec Francis Bacon (philosophe).
Roger Bacon, né vers 1220 à Ilchester ou Bisley et mort vers 1292 à Oxford, moine franciscain, surnommé Doctor mirabilis (« Docteur admirable ») en raison de sa science hors du commun, est un philosophe, savant et alchimiste anglais. Il est considéré comme l'un des inventeurs de la méthode scientifique. Pour Bacon, « aucun discours ne peut donner la certitude, tout repose sur l'expérience  », expérience scientifique ou religieuse. Il est le premier dans le monde occidental à mettre en question des enseignements d'Aristote, observations à l'appui.
« Ce moine, méconnu et horriblement persécuté pendant sa vie, est la plus grande figure scientifique du Moyen Âge. C’est le génie le plus vaste et le plus complet qui, dans cette longue période, se soit produit en Europe. »
— Louis Figuier, Vies et savants illustres, 1870.

## Biographie
Roger Bacon est né à Ilchester, dans le Somerset, en Angleterre, en 1214 (selon Thomas S. Maloney). Vers 1228, à presque 14 ans, il commença ses études à l'université d'Oxford, où il put écouter Edmond Rich d'Abingdon (saint Edme, 1170-1242). 
Il obtient vers 1236 le grade de maître ès arts (magister in artibus). 
On le trouve à Paris, à la faculté des arts, où il enseigne Aristote, en 1237. Il rencontre Alexandre de Hales, Guillaume d'Auvergne, Robert Kilwardby, Pierre de Maricourt, Thomas Gallus.
De 1237 à 1250 s’étend sa première grande période de production, durant laquelle il commente et critique l'œuvre d'Aristote, dans des Quaestiones, sans que ce ne soit  une nouveauté ni une audace (Aristote avait été interdit en 1215, 1228, 1231, et ne sera considéré comme un pilier de la logique que dans la Somme théologique, à laquelle se ralliera l'Église quelques années après sa mort). Il compose sa Summa grammatica et deux traités de logique : Summa de sophismatibus et distinctionibus et Summulae dialectices.
De 1247 à 1256, il se fixe à Oxford, enseignant Aristote. Il est alors l’élève d’Adam de Marsh (en) (Adam de Marisco, 1200-1259), théologien, homme de loi, scientifique. Selon son propre aveu, en 1247-1248, il se détache des enseignements scolastiques pour étudier les langues « sapientielles » (hébreu, grec, arabe, chaldéen) et les sciences (optique, mathématiques, astronomie, etc.). On le dit disciple du grand homme de science Robert Grossetête (1168-1253), mais il ne l'a sans doute pas côtoyé, plutôt étudié ses travaux en optique et mathématiques. 
Il entre en 1256 chez les franciscains, l'ordre des Frères mineurs fondé par saint François d'Assise et voué à la pauvreté. La même année, Richard de Cornwell devient le responsable des études scientifiques pour les franciscains d'Angleterre, et les relations furent hostiles. 
Son second séjour à Paris s'étend de 1256 à 1280. Il fait la connaissance de saint Bonaventure, ministre général des franciscains depuis 1256. Il se peut qu'à cette époque, et pour plusieurs années (1257 ?-1266 ?), Roger Bacon ait été, non pas emprisonné, mais plutôt interdit d'enseignement, confiné, surveillé, tracassé au couvent des franciscains de Paris ; il dira dans sa lettre au pape Clément IV (voir infra) :

« Du fait de multiples malaises et d'infirmités diverses, je n'ai pu vaquer depuis dix ans aux occupations de l'enseignement… J'ai été tenu par une injonction rigoureuse de mes supérieurs religieux à ne communiquer aucun écrit de mon cru. »

Il était en effet interdit aux frères franciscains de publier sans autorisation depuis le concile de Narbonne en 1260.
Sa seconde grande période de production s'étend de 1260 à 1292.
En 1265, à l'avènement du pape Clément IV (Guy Foulques), qu'il connaissait bien depuis 1263 et qui l'avait en grande estime, sa recherche s'accéléra. Dès juillet 1266 le pape lui demanda de lui envoyer ses travaux, malgré les interdits des constitutions de Narbonne, et en secret. Roger Bacon rêvait d'une université parisienne fondée sur la connaissance non seulement d'Aristote, d'Avicenne et d'Averroès, mais encore des sciences arabes — auxquelles il se sentait profondément redevable — et des langues arabes. Il envoya au pape une lettre dédicace qui expose son programme (Epistula ad papam Clementem IV ), puis trois projets de somme philosophique et scientifique : Opus minus (1265), Opus majus (1268), Opus tertium (1270), mais aussi le De speculis comburentibus (Sur les miroirs ardents), quelques opuscules sur l'astrologie et l'alchimie. Il déclare :

« J'ai beaucoup travaillé les sciences et les langues ; je m'y suis appliqué pendant quarante ans depuis que j'ai eu appris l'alphabet [Alphabetum philosophiae : l'initiation à la science universitaire] ; pendant ce temps-là, je n'ai jamais été sans étudier, excepté pendant deux ans. »

— Roger Bacon, Opus tertium
Après la mort de Clément IV (novembre 1268), ses écrits furent en butte à des rétorsions. En mars 1277, l'évêque de Paris, Étienne Tempier, interdit 219 thèses philosophiques ou théologiques, interdiction qui concernait en partie Roger Bacon. Le maître général des franciscains, Jérôme d'Ascoli (futur pape Nicolas IV en 1288), condamna ses travaux vers novembre 1277 et interdit son œuvre chez les franciscains. On lui reprochait, entre autres, ses opinions sur l'astrologie et certaines « nouveautés suspectes » (« novitates suspectas »). Il fut mis en prison à Ancône entre 1277 et 1279, car, depuis le concile de 1215, la prison est la peine infligée dans les procès d'Inquisition aux relaps, contumaces et fugitifs. Mais il ne passa sans doute pas quatorze années dans des prisons ecclésiastiques, comme le dit la légende. Il rédigea de 1275 à 1280 son étude sur le Secretum secretorum (Le Secret des secrets), ouvrage occultiste qu'il croyait — à tort — d'Aristote. 
Vers 1280, il revient à Oxford. Il est emprisonné jusque vers 1292, date vers laquelle il rédige le Compendium studii theologiae (Abrégé des études théologiques), qui résume sa pensée en philosophie et théologie.
Il meurt à Oxford à une date incertaine, vers 1292 ou 1294. Il aurait dit sur son lit de mort : « Je me repens de m'être donné tant de peine dans l'intérêt de la science. »

## Découverte, réformes

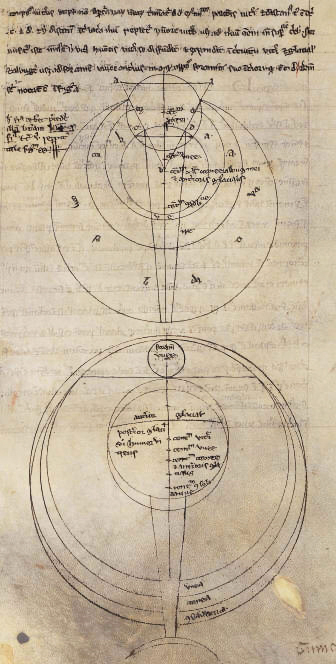
Études sur l'optique

On doit à Roger Bacon d'ingénieuses observations sur l'optique (il eut l'idée de la trichromie) et la réfraction de la lumière ; une réflexion sur l'arc-en-ciel — dont il mesure l'ouverture angulaire, 42°, et recense les variantes : rosée, fontaines, prismes — dans laquelle il prend position pour la vision de Robert Grossetête plutôt que celle d'Ibn al-Haytham, ainsi qu'une description de la chambre noire.
On lui a parfois attribué l'invention de la poudre à canon, celle des verres grossissants, du télescope, de la pompe à air et d'une substance combustible analogue au phosphore ; on trouve en tout cas dans ses écrits des passages où ces diverses inventions sont souvent décrites avec une bonne précision. Ainsi, par exemple, sur la poudre à canon :

« En prenant une petite quantité de cette matière [la poudre], comme une pincée, on produit un formidable bruit, une lumière éblouissante, et cela on l'obtient de bien des manières. On pourrait par là détruire des villes et des armées, à peu près à l'exemple de Gédéon, qui, en brisant des vases d'argile et des flambeaux, en fit sortir un feu qui détruisit avec fracas une armée innombrable de Madianites ; et il n'avait avec lui que trois cents hommes. »

— Roger Bacon, Opus majus
En 1267, il propose la réforme du calendrier, sans avoir eu connaissance des travaux antérieurs d'Omar Khayyam. Il constate en effet les imprécisions et les limites du calendrier julien et du système de Ptolémée.
Son plus grand mérite est d'avoir introduit la méthode expérimentale pour favoriser le développement des sciences, au-delà de la méthode scolastique dont il percevait les limites. Il pratiqua l'alchimie et s'intéressa à l'astrologie.

## Philosophie
En philosophie, il est classé, depuis Étienne Gilson, dans l'école appelée « augustinisme avicennisant », comme Guillaume d'Auvergne. Cette école fait de l'intellect agent séparé (dont parlent Aristote et Avicenne) le Dieu illuminateur (dont parle Augustin), donc le Verbe divin, deuxième personne de la Trinité. Il croit que la philosophie est le résultat d'une influence de l'illumination divine dans notre esprit (per influentiam divinae illuminationis).
Roger Bacon recense trois voies de connaissance : 
1. l'autorité,
2. le raisonnement et
3. l'expérience.

Il rejette l'autorité, qui s'appuie sur des raisons extérieures : « L'argument conclut et nous fait concéder la conclusion, mais il ne certifie pas et il n'éloigne pas le doute au point que l'âme se repose dans l'intuition de la vérité, car cela n'est possible que s'il la trouve par la voie de l'expérience ».
Les œuvres de Bacon ont pour but l'intuition[C'est-à-dire ?] de la vérité, c'est-à-dire la certitude scientifique, et cette vérité à atteindre est pour lui le salut. La science procédant de l'âme est donc indispensable. Le moyen de cette recherche est l'expérience, car en éprouvant la vérité, elle la révèle. Ainsi, seule l'expérience est-elle source de certitude dans le domaine scientifique. Cette expérience se fait par l'autorité des savants et le raisonnement spontané qui se tient au contact des choses. Bacon rejette ainsi les raisonnements purement abstraits qui sont stériles pour l'avancement des sciences.
Roger Bacon n'accorde pas autant d'importance que ses contemporains à la foi pour la recherche de la vérité dans le domaine scientifique. Pour lui, la connaissance du divin et la révélation ne peuvent pas entrer en conflit avec la connaissance de la nature. Avant Francis Bacon et Gaston Bachelard, il dénonce, dans sa lettre au pape et dans son Opus majus,  quatre « causes générales de l'erreur humaine » : le fait de se cacher sa propre ignorance, « les exemples d'autorités fragiles et indignes », le poids des mauvaises habitudes, enfin « les préjugés vulgaires » ; pour la théologie, il dénonce, dans son Opus minus sept péchés capitaux des théologiens de son époque : 
1. invasion par la philosophie,
2. ignorance des sciences expérimentales et de la linguistique,
3. culte de la personnalité,
4. primat des Sentences de Pierre Lombard sur la Bible,
5. corruption des Textes saints dans leurs différentes versions,
6. erreurs d'interprétation, enfin
7. ignorance des propriétés des choses par les prédicateurs[14].

Roger Bacon comprit avant d'autres qu'Aristote avait commis quelques erreurs à propos des phénomènes naturels, ce qui ne l'empêcha nullement d'intégrer la pensée d'Aristote, ainsi que celle de Platon, qu’il considère comme pères de l’Église dans l’histoire de la religion.
Il critique la théologie de son temps sur les aspects scientifiques. Il fut persécuté car il remettait en cause l’équilibre entre foi et raison, à l’avantage relatif de la raison. Pour lui, la seule sagesse est celle des livres. [réf. nécessaire]
Roger Bacon a dénoncé les croisades, qu'il concevait comme une entreprise de domination sur des peuples : plutôt que de massacrer les « infidèles », il aurait fallu leur prêcher l'Évangile. [réf. nécessaire] Mais il constata alors que personne à son époque n'avait encore étudié de façon systématique les langues et les croyances des peuples à atteindre.
Roger Bacon est l'un des précurseurs de la Renaissance. Il inspira Auguste Comte qui, dans le prisme des idées du XIXe siècle, interpréta son œuvre d'une façon peut-être réductrice et partiale.

## Science
Pour Roger Bacon dans son Commune naturalium, la science naturelle (scientia naturalis) comprend l'optique (perspectiva), l'astrologie (astronomia judiciaria et operativa), la science de la mesure (scientia ponderum), l'alchimie (alkimia), l'agriculture, la médecine, la science expérimentale (scientia experimentalis).
Roger Bacon n'est pas exactement le fondateur de la méthode expérimentale, c'est plutôt un homme qu'il a peut-être rencontré, en tout cas, étudié, Robert Grossetête (1168-1253). Néanmoins Roger Bacon promeut la science expérimentale. Il ne s'agit plus d'enregistrer des faits ou d'explorer empiriquement, par « expériences naturelles et imparfaites », comme le fit Pline ; il ne s'agit pas davantage de produire des raisonnements, des arguments, à la façon d'Aristote ; non, il faut pratiquer des tests, améliorer des savoirs opératoires, qui seront à la fois véridiques et utilisables. Roger Bacon est un des tout premiers à souligner la nécessité de recourir à la vérification expérimentale. Cela dit, Bacon est, sur l'expérience, autant scientifique que mystique. « L'expérience est double (« duplex est experientia ») : l'une passe par les sens extérieurs (...) et cette expérience est humaine et philosophique (...), (l'autre consiste en) illuminations intérieures ». La première expérience, physique, s'appuie sur des instruments adaptés et sur des « œuvres certificatrices », des phénomènes astronomiques, optiques, fondés sur la vue, portant sur le monde corporel. La seconde expérience, mystique, consiste en illuminations générales par l'intellect agent (Dieu lui-même) et en illuminations spéciales (intuitions particulières et personnelles). Le modèle sera donc l'alchimie, l'alchimie pratique, opératoire, celle qui travaille « sur les métaux, les couleurs, d'autres choses », dont « le prolongement de la vie humaine ».
Il affirme la nécessité des mathématiques : « Toute science requiert les mathématiques » (« omnis scientia requirit mathematicam »).
Il a foi dans la science et dans la technique. Ainsi, on peut voir une certaine anticipation des véhicules automobiles, des machines à voler, des sous-marins :

« On peut réaliser pour la navigation des machines sans rameurs, si bien que les plus grands navires sur les rivières ou sur les mers seront mus par un seul homme avec une vitesse plus grande que s'ils avaient un nombreux équipage. On peut également construire des voitures telles que, sans animaux, elles se déplaceront avec une rapidité incroyable. (...) On peut aussi fabriquer des machines volantes telles qu'un homme assis au milieu de la machine fera tourner un moteur actionnant des ailes artificielles qui battront l'air comme un oiseau en vol. (...) On peut aussi réaliser facilement une machine permettant à un homme d'en attirer à lui un millier d'autres par la violence et contre leurs volontés, et d'attirer d'autres choses de la même manière. On peut encore fabriquer des machines pour se déplacer dans la mer et les cours d'eau, même jusqu'au fond, sans danger. (...) Et l'on peut réaliser de telles choses presque sans limites, par exemple des ponts jetés par-dessus les rivières sans piles ni supports d'aucune sorte, et des mécanismes et des engins inouïs. »

— Roger Bacon, Epistola de secretis operibus naturae et artis et de nullitate magiae

## Linguistique
Roger Bacon a rédigé deux grammaires : Grammatica graeca et Grammatica hebraica, dont on ignore les dates de composition. On lui doit une Summa grammatica. Sa linguistique développe une théorie de la signification naturelle, venue d'Augustin, qui sera reprise par Guillaume d'Occam.

« Il élabore une sémantique très neuve qui fait dépendre la signification non seulement du signe lui-même mais encore de celui qui en fait usage et de l'intention posée. Remaniant la distinction signe naturel / signe construit, il opte pour une logique fondée sur le sujet et sur la non-extensivité de l'énoncé. Selon lui, un discours n'est pas donné une fois pour toutes ni son sens reçu sans conditions : sur ce point il s'oppose à Robert Kilwardy. Par ailleurs, il insiste beaucoup sur la dimension affective des syncatégorèmes, affirmant qu'ils peuvent être utilisés tantôt sous le mode du concept tantôt sous le mode de l'affection, avec pour résultat un élargissement de l'analyse propositionnelle. »

— Benoît Patar, Dictionnaire des philosophes médiévaux

## Alchimie, astrologie, magie
- Quant à l'alchimie[23], il faut d'abord séparer ce qui lui appartient de ce qui a été forgé. Le célèbre Miroir d'alchimie (Speculum alchimiae) a été écrit par un Pseudo-Roger Bacon au XVe siècle. Cela dit, dans sa Lettre sur les prodiges de la nature et ailleurs, Roger Bacon décrit la fabrication de la pierre philosophale. Dans l’Opus majus, il soutient que la médecine des métaux prolonge la vie et, dans l’Opus tertium, il pense que l’alchimie, science pratique, justifie les sciences théoriques (et non plus l’inverse) : le premier, il voit le côté double (spéculatif et opératoire) de l'alchimie. Dans son commentaire du Secret des secrets (qu'il croit d'Aristote), il rencontre une traduction de la Table d'émeraude[24].
- Quant à l'astrologie, il écrit sur le sujet, par exemple un livre sur les jours critiques (De diebus criticis)[25],[26]. Roger Bacon, bien de son temps, croit en l'astrologie : « Il est manifeste que les corps célestes sont les causes de la génération et de la corruption de toutes les choses inférieures[27]. »
Une des raisons pour lesquelles il a été condamné par Étienne Tempier et par Jérôme d'Ascoli fut cette opinion, exposée dans l’Opus tertium : il suffit de chercher dans le passé la même configuration des astres pour arriver à faire une prédiction. Mais son opinion générale reste conforme à l'enseignement de l'Église :

« On ne peut rien objecter aux mathématiques qui sont une partie de la philosophie, mais seulement aux mathématiques qui sont une partie de la magie. C'est contre ces dernières seulement que les saints ont parlé, alors qu'ils exaltaient les vraies mathématiques. Car les mathématiques sont doubles, les unes sont superstitieuses quand elles soumettent toutes les choses et le libre arbitre à la nécessité et qu'elles prétendent à une connaissance du futur. »

— Roger Bacon, Opus tertium[réf. souhaitée]
- Quant à la magie, Roger Bacon est un de ses adversaires :

« Tout ce qui ne peut être compris comme opération de la nature et de l'art ou bien est surnaturel ou bien est un phénomène illusoire et trompeur. […] Deux erreurs : les uns nient tout ce qui est surnaturel, et les autres, dépassant la raison, tombent dans la magie. Il faut donc se garder de ces nombreux livres qui contiennent des vers, des caractères, des oraisons, des conjurations, des sacrifices, car ce sont des livres de pure magie. »

— Roger Bacon, Epistola de secretis operibus naturae et artis et de nullitate magiae

## Œuvres
La bibliographie des œuvres est immense :
(par ordre alphabétique)
- Antidotarius, in Opera hactenus inedita Rogeri Baconi, vol. IX, 1928, p. 103-119.
- Breve breviarium de dono Dei (Court traité du don de Dieu, vers 1250-1256), in Sanioris medicinae magistri Rogeri Baconi Angli de arte chymiae scripta, 1603. Texte alchimique. Presque complet dans L'Anonyme de Zuretti (vers 1300), Les Belles Lettres, 2000, p. 101 sq. Œuvre authentique du début, selon R. Steele, S. C. Easton, Andrée Colinet ; œuvre inauthentique selon W. R. Newman[30].
- Communia naturalium (vers 1260), in Opera hactenus inedita Rogeri Baconi, vol. II et III, 1909-1911.
- Compendium studii philosophiae (Abrégé des études philosophiques) (1271-1272). Édi. par Th. S. Maloney, 1988. Trad. an. en ligne[31]. Présentation[32]
- Compendium studii theologiae (Abrégé des études théologiques) (1292, inachevé), édi. par H. Rashdall (1911), Gregg Press Limited, 1966, 118 p. Trad. an. T. Maloney, Leryde, Ed. Brill, 1988[33]. Testament philosophique et théologique de Roger Bacon
- Epistula ad papam Clementem IV (Lettre au pape Clément IV.  Trad. fr. par J.-M. Meillaud : Lettre à Clément IV, in Philosophes médiévaux des XIIIe et XIVe s. Anthologie de textes philosophiques, 10/18, 1986, p. 131-148. Lettre programmatique.
- Epistola de secretis operibus naturae et artis et de nullitate magiae (Lettre sur les prodiges de la nature et sur la nullité de la magie) (vers 1260), trad. A. Poisson (1893), Éditions de l'Échelle, 1977,70 p.
- De erroribus medicorum, édi. par A. G. Little et E. Withington, in Opera hactenus inedita Rogeri Baconi, vol. IX, 1928, p. 150-179.
- Liber experimentorum, apud Sanioris medicinae (1603), p. 202-228. Cinq recettes de chrysopée. En partie dans l'Anonyme de Zuretti, Les Belles Lettres, 2000, chap. 100, 91, 92, 93.
- De multiplicatione specierum (De la multiplication des espèces, fin des années 1250 ou début des années 1260), trad. an. : D. C. Lindberg, Roger Bacon's Philosophy of Nature: A Critical Edition, With English Translation, Introduction, and Notes, of 'De Multiplicatione Specierum' and 'De Speculis Comburentibus'  (1983), Saint Augustine Press, 1997, 502 p. La multiplication des espèces correspond à ce qu'on appelle aujourd'hui la propagation de la force.
- Notes inédites (vers 1260). Anheim (Étienne), Grevin (Benoît), Mortard (Martin), « Exégèse judéo-chrétienne, magie et linguistique : un recueil de notes inédites attribuées à Roger Bacon », in : Archives d'histoire doctrinale et littéraire du Moyen Âge, 68 (2001), p. 95-154.
- Opus majus (Œuvre majeure, 1267, publié par Samuel Jebb, Londres, 1733, in-ful., 840 p.), par J. H. Bridges, Oxford, 1897-1900, 3 vol. Ouvrage qu'il adressa au pape Clément IV, il s'était proposé de rassembler toute sa doctrine ; il en fit deux refontes successives sous les noms d' Opus minus et d' Opus tertium (ces deux ouvrages n'ont été publiés qu'en 1860, à Londres, par J. S. Brewer). Trad. an. Robert B. Burke (1928), Opus majus. A Translation, Kessinger Publishing, 2002, 2 t., 444 p. + 440 p. t. I  t. II  Résumé en an.
- Opus minus (Œuvre mineure, 1265), in Opera Quaedam Hactenus Inedita, édi. par J. S. Brewer, Vol. I, 1859, rééd. New York 1964.
- Opus tertium (Œuvre troisième, 1270), édi. par J. S. Brewer, Opera quaedam hactenus inedita Rogeri Baconi, vol. I (1859), rééd. New York 1964.
- De perspectiva. Trad. an. D. C. Lindberg, Oxford, Clarendon Press, 1996.
- Quaestiones supra libros quatuor Physicorum Aristotelis (avant 1247-1250), édi. par F. M. Delorme et R. Steele, Opera hactenus Rogeri Baconi, vol. VIII, 1928.
- Quaestiones supra libros octo Physicorum Aristotelis, édi. par Ferdinand M. Delorme et Robert R. Steele, in Opera hactenus inedita Rogeri Baconi, vol. XIII, 1935.
- De retardatione accidentium senectutis (De l'art de retarder la vieillesse), édi. par E. G. Little et E. T. Withington, in Opera hactenus inedita Rogeri Baconi, vol. IX, Oxford, 1928. Peut-être d'un Pseudo-Roger Bacon.
- Secretum secretorum cum Glossis et Notulis (Le Secret des secrets, avec gloses et notes) (1275-1280), R. Steele édi. : Opera hactenus inedita Rogeri Baconis, Oxford, Clarendon Press, 1909-1940, t. 5, 1920, p. 1-172. Commentaire d'un traité occultiste qu'il croit d'Aristote.
- De signis (Des signes, traité dans l’Opus majus, 1267). Trad. : Traité des signes, in I. Rosier, J. Biard et L. Cesalli, Roger Bacon et le 'De signis', Paris, Vrin (à paraitre).
- De speculis comburentibus (sur les miroirs ardents), trad. an. : D. C. Lindberg, Roger Bacon's Philosophy of Nature: A Critical Edition, With English Translation, Introduction, and Notes, of 'De Multiplicatione Specierum' and 'De Speculis Comburentibus'  (1983), Saint Augustine Press, 1997, 502 p.
- Speculum astronomiae (Le miroir d'astronomie) (1277). Attribué sans doute à tort à Roger Bacon par Pierre Mandonnet. Attribué aussi à tort à Albert le Grand. Richard de Fournival en est peut-être l'auteur.
- Summa grammatica magistri Rogeri Bacon, necnon Sumule dialectices magistri Rogeri Bacon, édi. par Robert R. Steele, Londres, H. Milford, 1940, XXIV-372 p.
- Summulae dialectices. Libera (Alain de), Les Summulae dialectices de Roger Bacon, I-II. De termino, De enuntiatione, in : Archives d'histoire doctrinale et littéraire du Moyen Âge (AHDLMA), 53 (1986), p. 139-289 ; Les Summulae dialectices de Roger Bacon, III. De argumentatione, in : Archives d'histoire doctrinale et littéraire du Moyen Âge 54 (1987), 171-278.

### Pseudo-Roger Bacon
- Breve breviarum[note 3]
- De conservatione juventutis
- De consideratione quintae essentiae, de Jean de Roquetaillade (Joannes de Rupescissa), vers 1350 (De quinta essentia. De la quintessence).
- De operatione magiae.
- Speculum alchemiae (Le Miroir d'alchimie). Forgé par un Pseudo-Roger Bacon au XVe siècle. Trad. Albert Poisson, Cinq traités d'alchimie, Chacornac, 1899.
- Sanioris medicinae Rogeri Baconis Angli de arte chymiae scripta (Francfort, 1603 ; 1640, 408 p.). Ce recueil contient cependant des opuscules alchimiques authentiques de Roger Bacon entre 1250 et 1256 : Excerpta Avicennae (p. 17-86), Breve breviarum de dono Dei (p. 95-263), Liber experimentorum (p. 202-228).
- Radix mundi (Racine du monde, 1550), trad. (en) : The Root of the World.